# 노 희공
희공(僖公, ? ~ 기원전 627년, 재위 기원전 659년 ~ 기원전 627년)은 중국 노나라의 제19대 임금이다. 이름은 신(申)이다. 《사기》에서는 저자의 할아버지를 피휘하여 희공(釐公)으로 표기했다.

## 사적
민공 2년(기원전 660년), 경보가 민공을 시해하자, 계우가 공자 신을 데리고 있다가 국내로 돌아와 신을 노후로 즉위시켰다.
희공 원년(기원전 659년), 계우에게 비(費)와 문양(汶陽) 땅을 주고 재상으로 삼았다.
희공 33년(기원전 627년)에 죽어, 아들 흥이 뒤를 이었다.

## 가정
- 노 장공 (아버지)
- 맹임
  - 공자 반 (형)
- 성풍 (어머니)
  - 노 희공
- 숙강
  - 노 민공 (아우)[2]

## 같이 보기
- 노나라